# Ukrainska autokefala ortodoxa kyrkan
Ukrainska autokefala ortodoxa kyrkan (ukrainskaː Українська автокефальна православна церква) var ett östortodoxt kristet trossamfund som var baserat i centrala och västra Ukraina.
Efter den ryska revolutionen följde en turbulent politisk tid i det som i dag är Ukraina. Efter att den Ukrainska folkrepubliken utropats 1918 medgav den rysk-ortodoxa kyrkan en viss autonomi till kyrkan i Ukraina, något som den dock drog tillbaka tre år senare. Många ukrainska ortodoxa blev mycket missnöjda med detta och 1921 samlades en del av dem till ett kyrkomöte och utropade en helt självständig (autokefal) ortodox kyrka. Vasyl Lypkivskyj ordinerades till metropolit och ledare för kyrkan trots att ingen biskop var närvarande. Då detta stred mot ortodox kyrkorätt, och kyrkan har aldrig erkänts av andra ortodoxa kyrkor. Efter Ukrainska SSR inlemmande i Sovjetunionen förbjöds kyrkan av kommunistpartiet.
Under andra världskriget lyckades kyrkan, under striderna mellan Tyskland och Sovjetunionen, kortvarigt återuppstå men upplöstes efter kriget åter av de sovjetiska myndigheterna, som endast erkände Moskva-patriarkatet. 
Efter Sovjetunionens upplösning återuppstod kyrkan i Ukraina ännu en gång och erkändes 1990 av myndigheterna. Kyrkans ende kvarvarande biskop från krigstiden, Mstyslav Skrypnyk valdes till patriark av Kiev och hela Ukraina. I samband med Ukrainas självständighet 1991 utropades, i konflikt med den rysk-ortodoxa kyrkan, ytterligare en självständig ukrainsk-ortodox kyrka; Kiev-patriarkatet. Med stöd av den nya nationens president Leonid Kravtjuk gick de båda kyrkorna samman 1992 under Mstyslavs ledning. När denne dog året därpå, kunde man inte enas om vem som skulle bli hans efterträdare. De båda kyrkorna gick då åter var sin väg, under var sin patriark. I december 2018 förenades de båda kyrkorna åter, med stöd av landets dåvarande politiska ledning och patriarken av Konstantinopel. Tillsammans med avhoppare från Moskvapatriarkatet bildade man den nya Ortodoxa kyrkan i Ukraina.

## Bilder

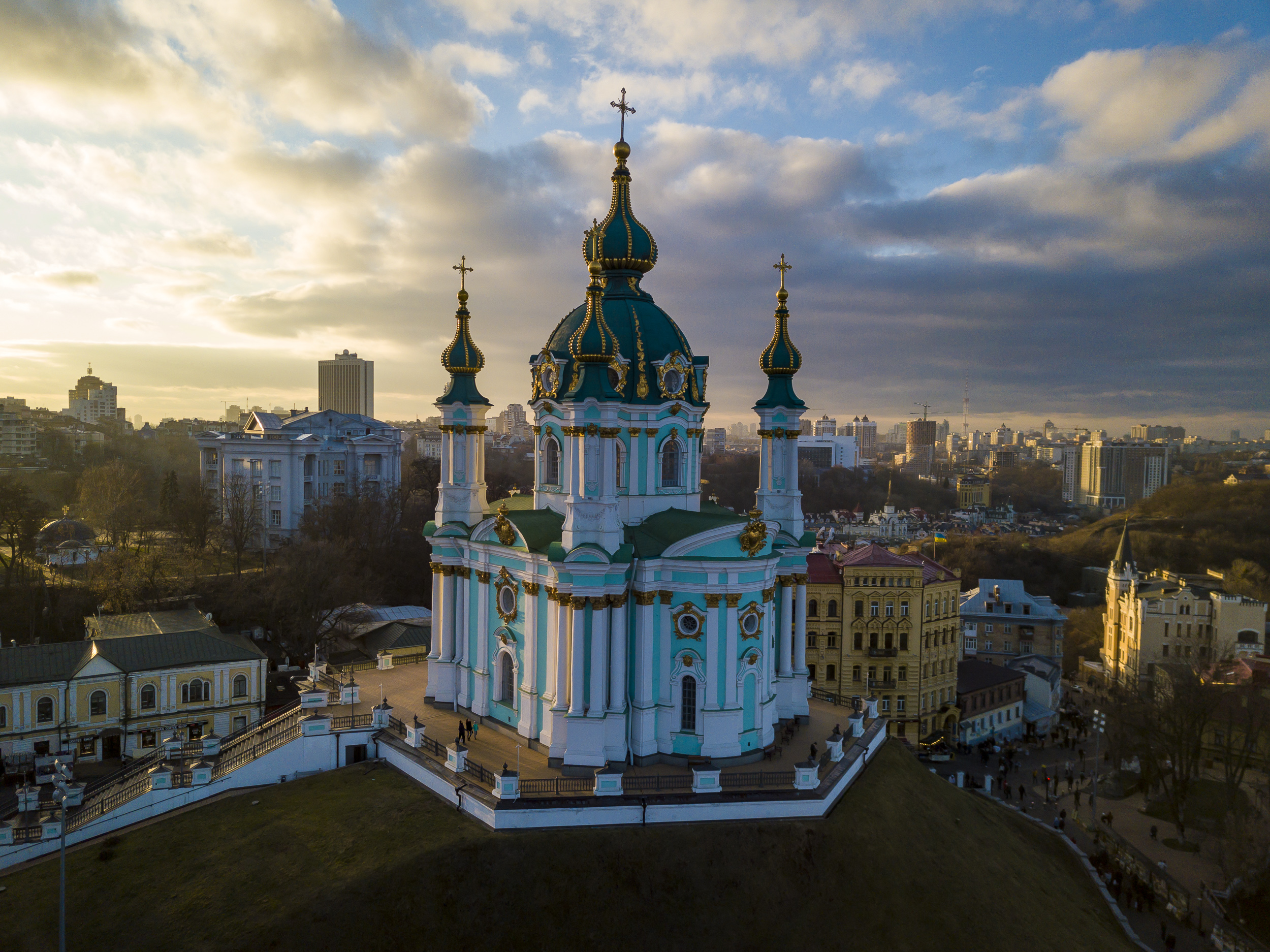
Sankt Andreas kyrka i Kiev, Ukraina.